# فرودگاه بائوتو ارلیبان
فرودگاه بائوتو ارلیبان (به انگلیسی: Baotou Erliban Airport) یک فرودگاه همگانی با کد یاتا BAV است . این فرودگاه در شهر بائوتو کشور چین قرار دارد و در ارتفاع ۱۰۱۲٫۲ متری از سطح دریا واقع شده‌است.

## شرکت‌های هواپیمایی و مقصدهای پروازی
| شرکت‌های هواپیمایی      | مقصدهای پروازی |
| ---------------------- | --- |
| ایر چاینا              | پکن، دالیان ژووشویزی، هانگجو ژیاشان، تیانجین بینهای |
| بیجینگ کپیتال ایرلاینز | سانیا فونیکس، ژنگژو سین‌ژنگ |
| هواپیمایی شرقی چین     | هاربین تایپینگ، کونمینگ چانگشوی، نانجینگ لوکو، زیامن گائوچی |
| China Express Airlines | چایفنگ ایولونگ، چنگچینگ ییانگبی، دالیان ژووشویزی |
| هواپیمایی جنوبی چین    | چانگچون لونگییا، چانگشا هوانگهوا، چنگدو شوانگلیو، دالیان ژووشویزی، بایون گوآنگجو، لویانگ بیجیائو، سانیا فونیکس، شنینگ تخین، شنژن بن، شیاژونگ ژنگدینگ، اورومچی دیووپو، ووهان تیانهه، شی‌آن شیان‌یانگ، ژنگژو سین‌ژنگ |
| چاینا یونایتد ایرلاینز | پکن نانیوان |
| هاینان ایرلاینز        | پکن |
| جونیائو ایرلاینز       | شانگهای پودنگ |
| Lucky Air              | کونمینگ چانگشوی، شی‌آن شیان‌یانگ |
| New Gen Airways        | چارتر: دن موئنگ، کرابی |
| رویلی ایرلاینز         | لانجو ژنگچوان، ووهان تیانهه |
| شاندونگ ایرلاینز       | جینان یاکیانگ، کینگدائو لیوتینگ، ووسو تائی‌یوان، تیانجین بینهای |
| شانگهای ایرلاینز       | شانگهای پودنگ |
| شنژن ایرلاینز          | بایون گوآنگجو |
| تیانجین ایرلاینز       | تیانجین بینهای، شی‌آن شیان‌یانگ فصلی: ایرکوتسک |